# 원종만
원종만(1983년 5월 10일 ~ )은 대한민국의 외식사업가, 전직 소방공무원, 서울시육상연맹회장이다. 2008년부터 2021년까지 서울소방재난본부 등에서 소방관으로 재직했으며, 이후 외식 프랜차이즈 브랜드 소림마라를 창업하여 대표이사로 활동하고 있다. 2021년부터 서울특별시육상연맹 회장을 맡고 있다.

## 생애
원종만은 1983년 5월 10일 일본 오사카에서 태어났다. 그해 나이 4살이 되던 해부터 제주도에 거주하기 시작했다. 제주사범대학부설고등학교 재학 중 전자제품 관련 아이디어를 계기로 특허 제도에 관심을 가졌고, 19세 무렵 직접 대전 특허청을 방문해 특허 출원을 시도한 바 있다. 이후 군 복무를 마친 뒤 대학을 중퇴하고 소방공무원 시험에 합격하여 2008년부터 서울 용산소방서에서 근무를 시작하였다. 이후 종로소방서, 서울소방재난본부 시민안전파수꾼팀 등을 거쳐 약 14년간 소방 분야에 재직했다. 근무 기간 동안 휴대용 위치추적장치, 출동지령 시스템 등 다수의 기술 관련 특허를 출원하거나 등록하였으며, 총 특허 보유 수는 13건으로 알려져 있다. 대표적인 기술로는 ‘골든타임119’ 앱이 있으며, 해당 앱은 출동 지령을 빠르게 수신할 수 있도록 고안된 시스템으로, 아시아 스마트폰 어워드 파이널에 진출한 경력이 있다.
소방청 소속으로 재직하던 중에도 민간 연구기관과의 협업을 통해 앱을 개발하거나 해외 소방시설을 견학한 이력이 있으며, 공무원 유학휴직을 통해 미국·영국에 체류한 경험이 있다. 그러나 다수의 특허 출원과 수상에도 불구하고 특허 사용에 따른 수익은 제한적이었고, 생계와 진로에 대한 문제의식으로 인해 요식업 진출을 결심하였다. 퇴직 직전까지 병행하던 외식업을 계기로 2021년 5월 31일 서울소방본부를 퇴직하였다.
초기 창업은 분식 프랜차이즈 형태였으나 수익성과 운영 효율 문제로 전환을 시도했고, 마라탕 전문점으로 업종을 바꾸었다. 이후 ‘소림마라’라는 브랜드를 런칭하였으며, 배달 중심 모델을 적용해 프랜차이즈를 확장하였다.브랜드 확장 과정에서 떡볶이 가게 운영 당시 발생한 채무를 상환하고, 가맹사업으로 전환한 이후 1년 반 이내에 100여 개 가맹점을 유치하였다. 2024년 기준으로는 국내 200여 개 점포, 미국·베트남·대만 등 해외 매장도 운영 중이다. 프랜차이즈 외에도 '해장쿡', '이치찜', '소림닭발', '포옵' 등 복수 브랜드를 보유하고 있다.
외식업 활동 외에 체육 행정에도 참여하고 있으며, 2021년 9월 제14대 서울시육상연맹 회장으로 선출되어 활동 중이다. 선수 경력은 없으며, 초등학교 시절 지역 육상대회에 단 한 차례 출전한 것이 관련 이력의 전부라고 밝혔다. 육상 관련 경험 부족에 대한 언급과 함께 연맹 운영은 의견 수렴과 학습 중심으로 진행하고 있다고 언론 인터뷰에서 언급한 바 있다.